# Johan Hörning
Johan Hörning, född augusti 1720, död 12 mars 1800 i Linköping, var en svensk rådman i Linköping.

## Biografi
Hörning flyttade 1751 till Sankt Pers kvarter 64 i Linköping. Där arbetade han som traktör. Han blev omkring 1765 rådman i staden. Hörning flyttade 1766 till Sankt Pers kvarter 63. Hörning avled 12 mars 1800 i Linköping av ålderskrämpa.

### Familj
Hörning gifte sig omkring 1751 med Anna Margareta Olman (1730-1808). De fick tillsammans barnen Anna Catharina (född 1751), Maria Elisabeth (född 1751) och Johannes Axel (född 1753), Erik och Arvid.